# Jeff Minter

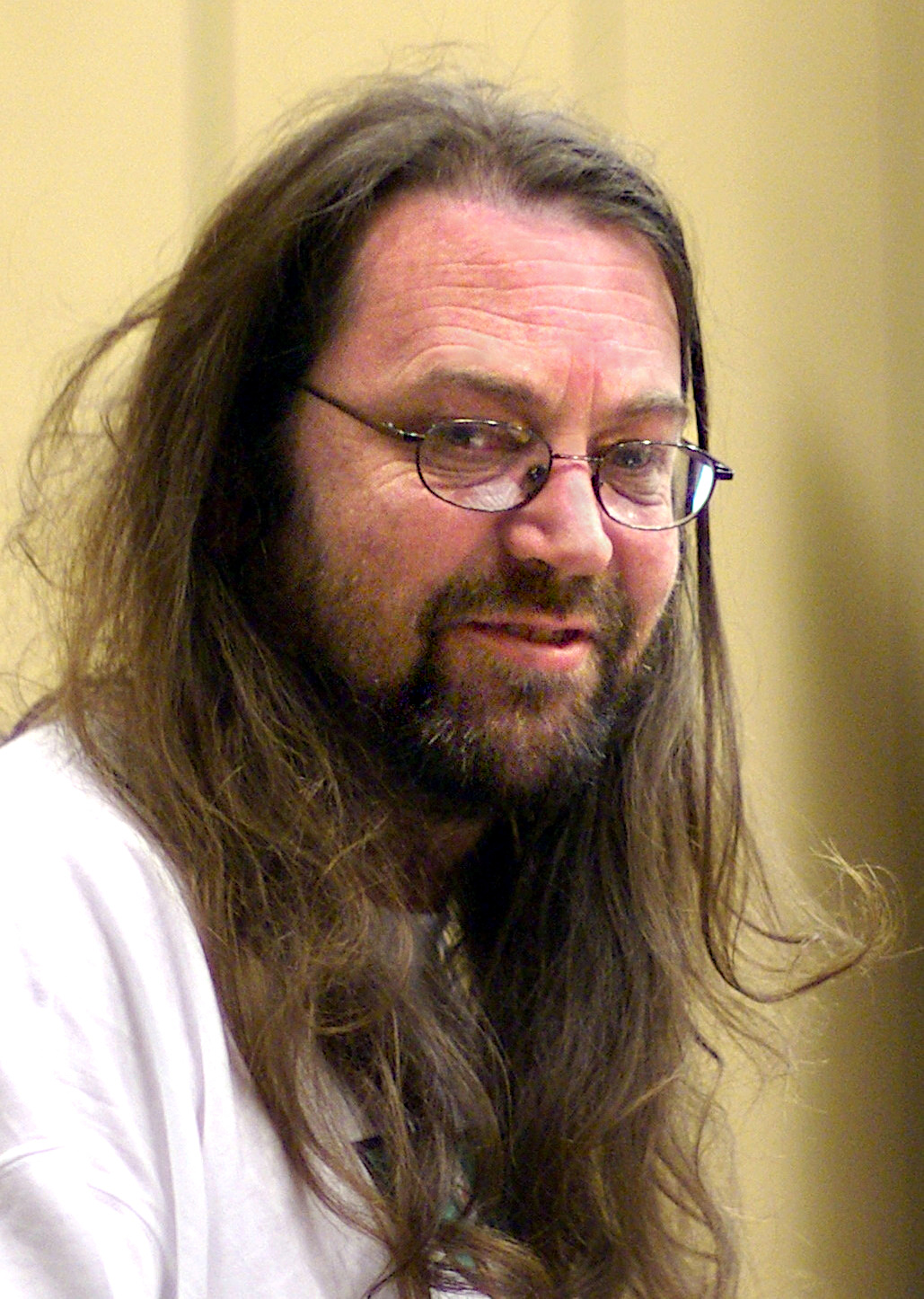
Jeff C. Minter (2007)

Jeff „Yak“ Minter (* 22. April 1962 in Reading, England) ist ein britischer Videospielentwickler, der 1982 die Firma Llamasoft gründete und eine Vielzahl an Spielen für VC-20, C-64, Amiga, Atari ST und Atari Jaguar entwickelte.
Von 1982 bis 1987 gehörte er zu den schillerndsten Personen der gerade entstehenden Videospielbranche, wohl auch weil in seinen Spielen ständig Kamele und Lamas auftauchten.

## Videospiele
1981 begann Jeff Minter mit dem Schreiben von Spielen für den Sinclair ZX80, die er auch verkaufte. 1982 gründete er dann die Softwarefirma Llamasoft. Das erste Spiel, das er unter dieser Marke vertrieb, war Andes Attack (US-Version: Aggressor), eine Defender-Kopie für den VC20. Anstelle der Raumschiffe bei Defender befanden sich hier kleine Lamas in dem Spiel. Sein zweites Spiel Gridrunner schrieb Minter in nur einer Woche und wurde sein erster großer Erfolg in England und in den USA.
Minter schrieb danach etliche klassische Videospiele, die er alle in der Assemblersprache entwickelte. Er schrieb diese Spiele hauptsächlich für die damals erfolgreichen Heimcomputer C-64, Atari 400, Atari 800 und Atari ST. Die Spiele verkaufte er im Wesentlichen durch die Mundpropaganda und über die Schaltung von Anzeigen in den gängigsten Videospielzeitschriften.
Nach dem Zusammenbruch des Homecomputer-Marktes arbeitete Minter für die Firmen Atari und die VM Labs. Für Atari schrieb er Tempest 2000 (1994) auf dem Atari Jaguar, ein Remake des Dave-Theurer-Klassikers Tempest aus dem Jahre 1981; für die VM Labs entwickelte Minter Software für den Nuon Chip – unter anderem Tempest 3000. Der Nuon-Chip findet Einsatz in DVD-Spielern von Samsung – dort können auch die Nuon-Spiele ausgeführt werden.
Zu dieser Zeit veröffentlichte Minter drei weitere Spiele: Deflex, Hover Bovver (Remakes seines eigenen Spiels aus den 80er Jahren unter dem gleichen Namen), und das PC/Macintosh Spiel Gridrunner++, eine Erweiterung des Gridrunner-Spiels aus den 80er Jahren.
2002 begann Minter die Arbeit an einem Projekt für den Nintendo GameCube. Das Projekt lief unter dem Namen Unity. Dabei handelte es sich um die Verknüpfung von zwei Themen, die Minter schon zwei Jahrzehnte beschäftigt hatten: Licht-Synthesizer und Videospiele. Jeff Minter schrieb das Spiel für Peter Molyneuxs Lionhead Studios, aber das Projekt wurde dann vorzeitig im Dezember 2004 eingestellt.
Teile des Programms wurden umgestellt und erweitert und fanden in der neuen Microsoft Xbox 360 Verwendung (Als Licht-Synthesizer während der Wiedergabe von Musik auf der Xbox 360). Für den PC ist auch eine Version des Licht-Synthesizers unter dem Namen „Neon“ vorgesehen. Wann Neon auf dem PC erscheint, ist unklar.
Am 22. August 2007 veröffentlichte Jeff Minter sein lange erwartetes Spiel Space Giraffe für die Xbox 360 via Xbox Live Arcade. Das stark an Tempest erinnernde Spiel kostet 400 Microsoft-Points (etwa 5 US-Dollar). Die Kritiken teilten sich in zwei Lager, entweder hassten oder liebten die Kritiker das optisch und akustisch im gewohnten Jeff-Minter-Psychedelik-Stil gestaltete Spiel. So erhielt es (von 10 möglichen Punkten) vom offiziellen Xbox-360-Magazin nur 2 Punkte, von IGN 4.7 und von TeamXbox 4.3, während Game Almighty eine Wertung von 8.5, Games Asylum und Wired Game 8 und Game Industry News 9 Punkte (umgerechnet, original 4.5 von 5) vergab. Das Spiel verkaufte sich lediglich 10.000 mal in den ersten zwei Wochen, was Minter sehr erzürnte.

## Bekannteste Titel in Deutschland
- Attack of the Mutant Camels
- Revenge of the Mutant Camels
- Gridrunner (auch unter dem Titel Matrix)
- Hover Bovver
- Tempest 2000, Tempest 3000, Defender 2000